# Liste der Kulturdenkmäler in Obrigheim (Pfalz)
In der Liste der Kulturdenkmäler in Obrigheim (Pfalz) sind alle Kulturdenkmäler der rheinland-pfälzischen Ortsgemeinde Obrigheim (Pfalz) einschließlich der Ortsteile Albsheim an der Eis, Colgenstein-Heidesheim und Mühlheim an der Eis aufgeführt. Im Ortsteil Neuoffstein sind keine Kulturdenkmäler ausgewiesen. Grundlage ist die Denkmalliste des Landes Rheinland-Pfalz (Stand: 19. Dezember 2024).

## Denkmalzonen
| Bezeichnung                    | Lage                                                                 | Baujahr | Beschreibung                             | Bild |
| ------------------------------ | -------------------------------------------------------------------- | ------- | ---------------------------------------- | ---- |
| Denkmalzone Jüdischer Friedhof | Obrigheim, nördlich des Ortes an der K 27 (Bockenheimer Straße) Lage | 1868    | 1868 angelegt; vier Grabsteine 1871–1961 | BW   |

## Einzeldenkmäler
| Bezeichnung                 | Lage                                                                       | Baujahr                           | Beschreibung | Bild                           |
| --------------------------- | -------------------------------------------------------------------------- | --------------------------------- | --- | ------------------------------ |
| Schmiede                    | Albsheim, Albsheimer Hauptstraße 8 Lage                                    | 18. Jahrhundert                   | ehemalige Schmiede; eingeschossiger Krüppelwalmdachbau, 18. Jahrhundert; ortsbildprägend | BW                             |
| Protestantische Kirche      | Albsheim, Albsheimer Hauptstraße 20 Lage                                   | 12. Jahrhundert                   | Saalbau, im Kern aus dem 12. Jahrhundert, spätgotischer und barocker Umbau bezeichnet 1515 und 1749, romanische Sakristei, romanischer Flankenturm, Obergeschoss und Helm jünger | weitere Bilder Fotos hochladen |
| Kriegerdenkmal              | Albsheim, Albsheimer Hauptstraße, bei Nr. 20 Lage                          | 1930er Jahre                      | Kriegerdenkmal 1914/18, Soldat, 1930er Jahre, nach 1945 erweitert | BW                             |
| Schulhaus                   | Albsheim, Albsheimer Hauptstraße 22 Lage                                   | 1886                              | ehemaliges Schulhaus; aufgesockelter eingeschossiger spätklassizistischer Putzbau, 1886 | BW                             |
| Brücke                      | Albsheim, Albsheimer Hauptstraße, bei Nr. 30 Lage                          | frühes 20. Jahrhundert            | Brücke, Brüstungsmauern im Sinne des Art déco, frühes 20. Jahrhundert | BW                             |
| Bahnhof                     | Albsheim, Bahnhofstraße 33 Lage                                            | 1872/73                           | ehemaliger Bahnhof; spätklassizistischer Typenbau mit angeschobenem Güterschuppen, 1872/73 | weitere Bilder Fotos hochladen |
| Spolie                      | Albsheim, Kuhgasse, an Nr. 1 Lage                                          | um 1600                           | Scheitelstein, Renaissance, um 1600 | BW                             |
| Friedhofsmauer              | Albsheim, nördlich des Ortes; Flur Am Bockenheim Pfad Lage                 | Anfang des 20. Jahrhunderts       | aufwändig gestaltete Sandsteinquadermauer, Anfang des 20. Jahrhunderts | BW                             |
| Menhir                      | Albsheim, südwestlich des Ortes an der B 271; Flur Am Grünstadter Weg Lage | 4. Jahrtausend vor Christus       | Menhir, jüngere Steinzeit, 4. Jahrtausend vor Christus | BW                             |
| Kraußmühle                  | Albsheim, westlich des Ortes an der L 395 Lage                             | 18. und 19. Jahrhundert           | Vierseithof, 18. und 19. Jahrhundert; Hoftor bezeichnet 1718 und 1839, Pforte bezeichnet 1723, eventuell noch aus dem 16. oder 17. Jahrhundert; Krüppelwalmdachbau; Scheunenkeller bezeichnet 1777, kreuzgratgewölbter Stall über Säulen; weiteres Tor bezeichnet 1828 | BW                             |
| Herrenhof                   | Colgenstein, Herrenhof 1 und 2 Lage                                        | 1588                              | bruchsteinummauerte Hofanlage, bezeichnet 1588 und 1848; barocker Sichtfachwerkbau, teilweise massiv, frühes 18. Jahrhundert; Scheune mit Krüppelwalmdach, Remise 1844 | Fotos hochladen                |
| Protestantische Pfarrkirche | Colgenstein, Kirchstraße 2 Lage                                            | 13. oder 14. Jahrhundert          | romanischer Turm mit reicher Bauplastik; im Kern mittelalterlicher Saalbau, 13. oder 14. Jahrhundert, Umbau bezeichnet 1736; spätgotischer Taufstein, bezeichnet 1509; Glocken um 1320 und 1340; ehemaliger Friedhof, Gittertor aus dem 19. Jahrhundert, zwei barocke Grabsteine | weitere Bilder Fotos hochladen |
| Kriegerdenkmal              | Colgenstein, Kirchstraße, bei Nr. 2 Lage                                   | 1921                              | Kriegerdenkmal 1914/18, Sandsteinpfeiler mit Löwenköpfen, bezeichnet 1921 | Fotos hochladen                |
| Hofanlage                   | Colgenstein, Kirchstraße 6 Lage                                            | 18. Jahrhundert                   | barocker Dreiseithof, 18. Jahrhundert; eingeschossiger Krüppelwalm-Mansarddachbau, Wirtschaftsbauten des 19. Jahrhunderts, Stall bezeichnet 1819 | BW                             |
| Hofanlage                   | Colgenstein, Kirchstraße 9 Lage                                            | 18. Jahrhundert                   | ortsbildprägende Hofanlage, 18. Jahrhundert; spätbarocker Eck-Torhausbau, teilweise Fachwerk | Fotos hochladen                |
| Hofanlage                   | Colgenstein, Kirchstraße 18 Lage                                           | 18. Jahrhundert                   | aufwändige barocke Hofanlage, 18. Jahrhundert; repräsentativer eingeschossiger Krüppelwalm-Mansarddachbau; im Scheunentor Spolie | Fotos hochladen                |
| Protestantisches Pfarrhaus  | Colgenstein, Schloss-Straße 2 Lage                                         | 1893                              | repräsentativer spätklassizistischer Walmdachbau, 1893 | BW                             |
| Kellerpforte                | Colgenstein, Schloss-Straße, zu Nr. 7 Lage                                 | 1722                              | Kellerpforte, spätbarock, bezeichnet 1722 | BW                             |
| Schulhaus                   | Colgenstein, Schloss-Straße 24 Lage                                        | 1888                              | ehemaliges Schulhaus; eineinhalbgeschossiger Sandsteinquaderbau, spätklassizistische und Neurenaissancemotive, bezeichnet 1888 | BW                             |
| Wohnhaus                    | Heidesheim, Heidesheimer Hauptstraße 4 Lage                                | 1731                              | repräsentativer spätbarocker Mansardwalmdachbau, teilweise Fachwerk, verputzt, bezeichnet 1731, Anbau 1890, 1936 erweitert | Fotos hochladen                |
| Johanneshof                 | Heidesheim, Heidesheimer Hauptstraße 10 Lage                               | erste Hälfte des 19. Jahrhunderts | ausgedehnte Hofanlage, erste Hälfte des 19. Jahrhunderts; repräsentativer Krüppelwalmdachbau, bezeichnet 1812; dreischiffiger Stallbau 1847, Getreidespeicher, Bruchsteinscheune mit Krüppelwalmdach | BW                             |
| Schlossgarten mit Villa     | Heidesheim, Schloss-Straße 51 Lage                                         | 1912/13                           | ehemaliger Schlossgarten mit Villa, Bruchstein- und Backsteinmauerumfassung mit Lattenzäunen; eingeschossige Villa, Reformarchitektur, 1912/13; mit Ausstattung; ehemaliger Eiskeller, Einfahrtstor bezeichnet 1912 | weitere Bilder Fotos hochladen |
| Wohnhaus                    | Mühlheim, Friedhofweg 1 Lage                                               | 18. Jahrhundert                   | anspruchsvoller eingeschossiger Mansardwalmdachbau, 18. Jahrhundert, im Kern älter (bezeichnet 1606); platzbildprägend | BW                             |
| Hofanlage                   | Mühlheim, Mühlheimer Hauptstraße 5 Lage                                    | 18. und 19. Jahrhundert           | ortsbildprägende Hofanlage, überwiegend aus dem 18. und 19. Jahrhundert; im Kern älterer (1595) spätbarocker Putzbau, wohl 1738, Umbau wohl 1851 | BW                             |
| Protestantisches Pfarrhaus  | Mühlheim, Mühlheimer Hauptstraße 11 Lage                                   | 1614                              | ehemaliges protestantisches Pfarrhaus; Hofanlage; eingeschossiges Wohnhaus über Hochkeller, im Kern von 1614, Umbau 1867, Anbau 1908, Hoftor bezeichnet 1610; platzbildprägend | BW                             |
| Spolie                      | Mühlheim, Mühlheimer Hauptstraße, an Nr. 17 Lage                           | 1727                              | Relief, ehemaliger Schlussstein, bezeichnet 17[27] | BW                             |
| Schulhaus                   | Mühlheim, Mühlheimer Hauptstraße 20 Lage                                   | 1880/81                           | ehemaliges Schulhaus; spätklassizistischer Walmdachbau, 1880/81, mit älteren Teilen (Renaissancefenster, frühes 17. Jahrhundert) | BW                             |
| Protestantische Kirche      | Mühlheim, Mühlheimer Hauptstraße 22 Lage                                   | Mitte des 13. Jahrhunderts        | Chorturm mit Pyramidendach, Mitte des 13. Jahrhunderts, kreuzförmige Anlage, 1620 und um 1720; mit Ausstattung | weitere Bilder Fotos hochladen |
| Grabmäler                   | Mühlheim, Mühlheimer Hauptstraße, bei Nr. 22 Lage                          | 18. und 19. Jahrhundert           | auf dem Friedhof: Grabsteine: Gräflich leiningischer Rentmeister Johann Georg Wicker († 1701) und Gattin Anna Margareta geb. Diether († 1714), mit Allianzwappen, reliefierter barocker Grabstein. Weitere spätklassizistische Grabsteine, 19. Jahrhundert: Joh. († 1832) und S. K. Otterhein († 1838), A. Wittner († 1872), J. († 1887) und Ch. E. Obenauer († 1883), G. Held II. († 1887), V. Freudenberger († 1885)                                                                                      | Fotos hochladen                |
| Hofanlage                   | Mühlheim, Mühlheimer Hauptstraße 27 Lage                                   | 18. Jahrhundert                   | Hofanlage, 18. Jahrhundert; spätbarocker Fachwerkbau, teilweise massiv, Hoftor bezeichnet 1703; ortsbildprägend | BW                             |
| Hofanlage                   | Mühlheim, Mühlheimer Hauptstraße 31 Lage                                   | frühes 18. Jahrhundert            | spätbarocker Hakenhof; Fachwerkbau, teilweise massiv, frühes 18. Jahrhundert | BW                             |
| Wohnhaus                    | Mühlheim, Mühlheimer Hauptstraße 39 Lage                                   | 1740                              | eingeschossiger Krüppelwalmdachbau, bezeichnet 1740 | BW                             |
| Schiffermühle               | Obrigheim, Hauptstraße 2 Lage                                              | Ende des 18. oder 19. Jahrhundert | ausgedehnter Vierseithof, Ende des 18. oder 19. Jahrhundert; frühklassizistisches Wohnhaus, Mühlengebäude, ehemaliger Pferdestall, alle von 1799; klassizistischer ehemaliger Brunnenpfeiler; Scheunenbau mit Hochkeller 1750 bzw. 1786; eineinhalbgeschossiger spätklassizistischer Eingangsflügel, 1856, Zufahrtsmauer bezeichnet 1954; im Garten Pavillon, wohl aus dem 19. Jahrhundert, Portal bezeichnet 1726 (Spolie); Grabstein Familie Schiffer; am ehemaligen Mühlbach Wehr, 1812; ortsbildprägend | BW                             |
| Hofanlage                   | Obrigheim, Hauptstraße 6 Lage                                              | um 1600                           | Hofanlage, um 1600; Winkelbau, im Kern wohl aus dem 16. oder 17. Jahrhundert, Überformung im 18. und 19. Jahrhundert, Kellerzugang bezeichnet 1746; im Teil mit Krüppelwalmdach Stuckdecken des frühen 17. Jahrhunderts | BW                             |
| Gasthaus „Zur Krone“        | Obrigheim, Hauptstraße 27 Lage                                             | 18. Jahrhundert                   | ehemaliges Gasthaus „Zur Krone“; repräsentative Hofanlage, 18. Jahrhundert; spätbarocker Putzbau, teilweise Fachwerk, Hoftor ehemals bezeichnet 1713 | BW                             |
| Hofanlage                   | Obrigheim, Hauptstraße 35, Kellergasse 17 Lage                             | 17. bis 19. Jahrhundert           | Hofanlage, 17. bis 19. Jahrhundert; Sichtfachwerkbau, bezeichnet 1610, teilweise spätbarocker Umbau des massiven Erdgeschosses bezeichnet 1786, Hoftor bezeichnet 1816, Scheunenkeller bezeichnet 1787; ehemaliges Kelterhaus (Kellergasse 19) bezeichnet 1787 | BW                             |
| Brunnen                     | Obrigheim, Hauptstraße, bei Nr. 36/38 Lage                                 | 1664                              | Ziehbrunnen, Sandstein, bezeichnet 1664 | BW                             |
| Spolie                      | Obrigheim, Hauptstraße, an Nr. 49 Lage                                     | 1633                              | Bogenstein, bezeichnet 1633 | BW                             |
| Protestantische Pfarrkirche | Obrigheim, Hauptstraße 52 Lage                                             | um 1500                           | spätgotischer ehemaliger Chorturm, um 1500, Obergeschoss und Helm 1910; Saalbau, spätklassizistische und neugotische Motive, 1863–65 | weitere Bilder Fotos hochladen |
| Kriegerdenkmal              | Obrigheim, Hauptstraße, bei Nr. 52 Lage                                    | 20. Jahrhundert                   | auf dem ehemaligen Friedhof: Kriegerdenkmal 1914/18 und 1939/45, Soldatengruppe | BW                             |
| Hofanlage                   | Obrigheim, Hauptstraße 57 Lage                                             | 18. Jahrhundert                   | Hofanlage, 18. Jahrhundert; stattlicher Torhausbau aus der ersten Hälfte des 18. Jahrhunderts, Fachwerkobergeschoss zweite Hälfte des 18. Jahrhunderts, Scheunenkeller bezeichnet 1804 | BW                             |
| Spolie                      | Obrigheim, Kellergasse, an Nr. 18 Lage                                     | 16. oder 17. Jahrhundert          | Sandsteinrelief, 16. oder 17. Jahrhundert | BW                             |

## Ehemalige Kulturdenkmäler
| Bezeichnung              | Lage                                     | Baujahr                 | Beschreibung | Bild |
| ------------------------ | ---------------------------------------- | ----------------------- | --- | ---- |
| Hofanlage                | Mühlheim, Mühlheimer Hauptstraße 26 Lage | 1730                    | Dreiseithof; spätbarocker Fachwerkbau, teilweise massiv, bezeichnet 1730, Scheune bezeichnet 1861; aus Denkmalliste gelöscht und weitgehend abgebrochen | BW   |
| Saaßsche oder Inselmühle | Obrigheim, Jahnstraße 9 Lage             | 18. und 19. Jahrhundert | Vierseitanlage, 18. und 19. Jahrhundert; spätklassizistischer Krüppelwalmdachbau, bezeichnet 1862, Mühlengebäude, eine Pforte bezeichnet 1746, Hoftor bezeichnet 1733, Scheunenkellerzugänge bezeichnet 1739 und 1883; 1998 unter Schutz gestellt; Hauptgebäude weitgehend abgegangen und aus Denkmalliste gelöscht | BW   |